# Pseudomyrmex laevivertex
Pseudomyrmex laevivertex är en myrart som först beskrevs av Auguste-Henri Forel 1906.  Pseudomyrmex laevivertex ingår i släktet Pseudomyrmex och familjen myror. Inga underarter finns listade i Catalogue of Life.

## Bildgalleri

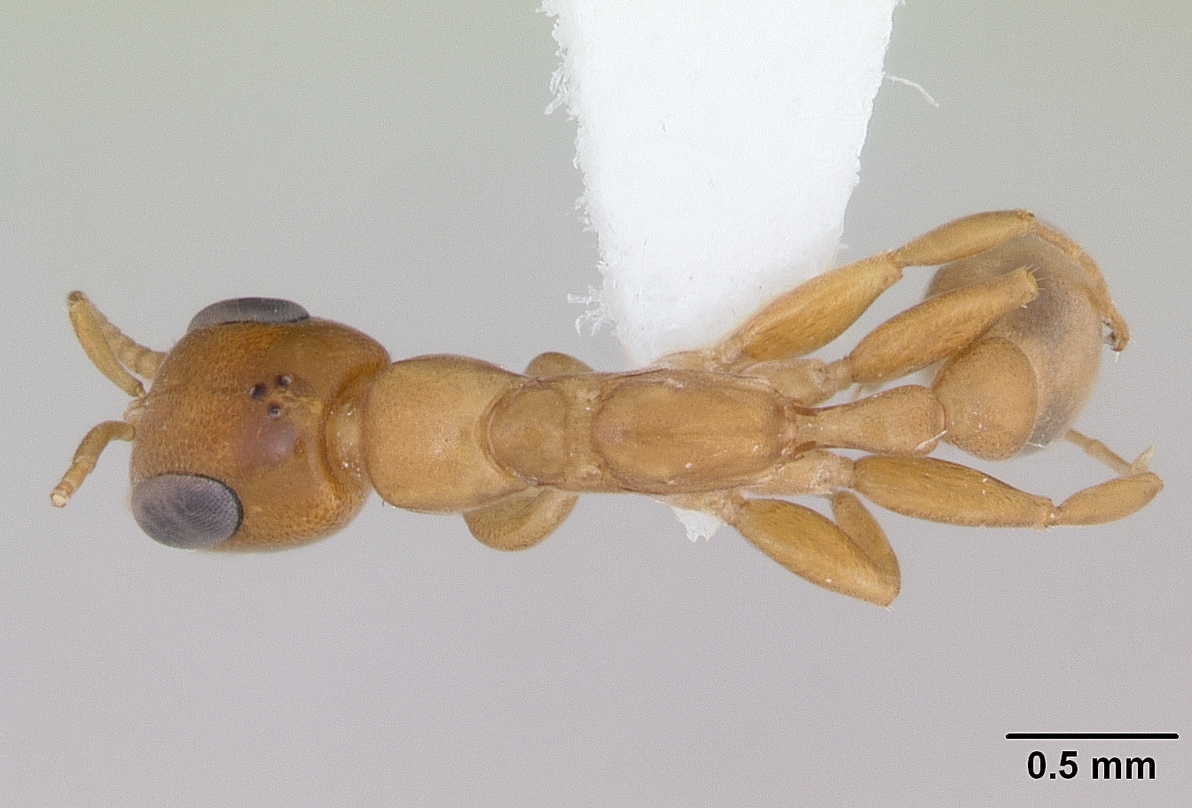
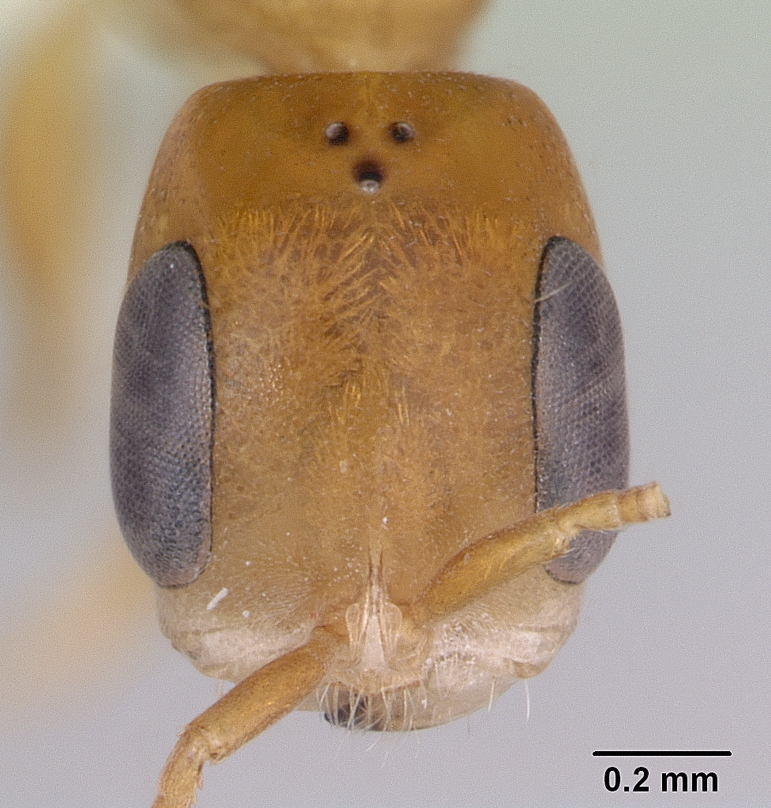
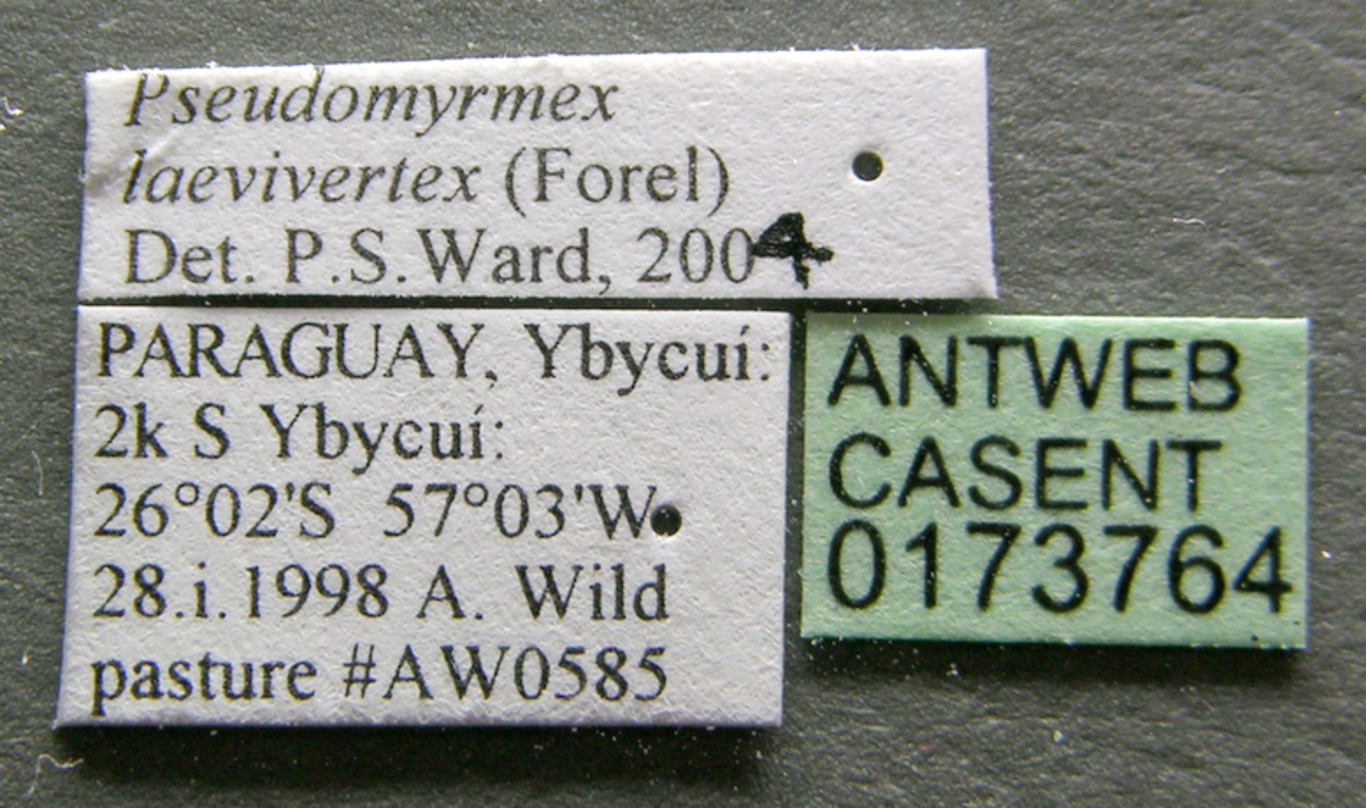
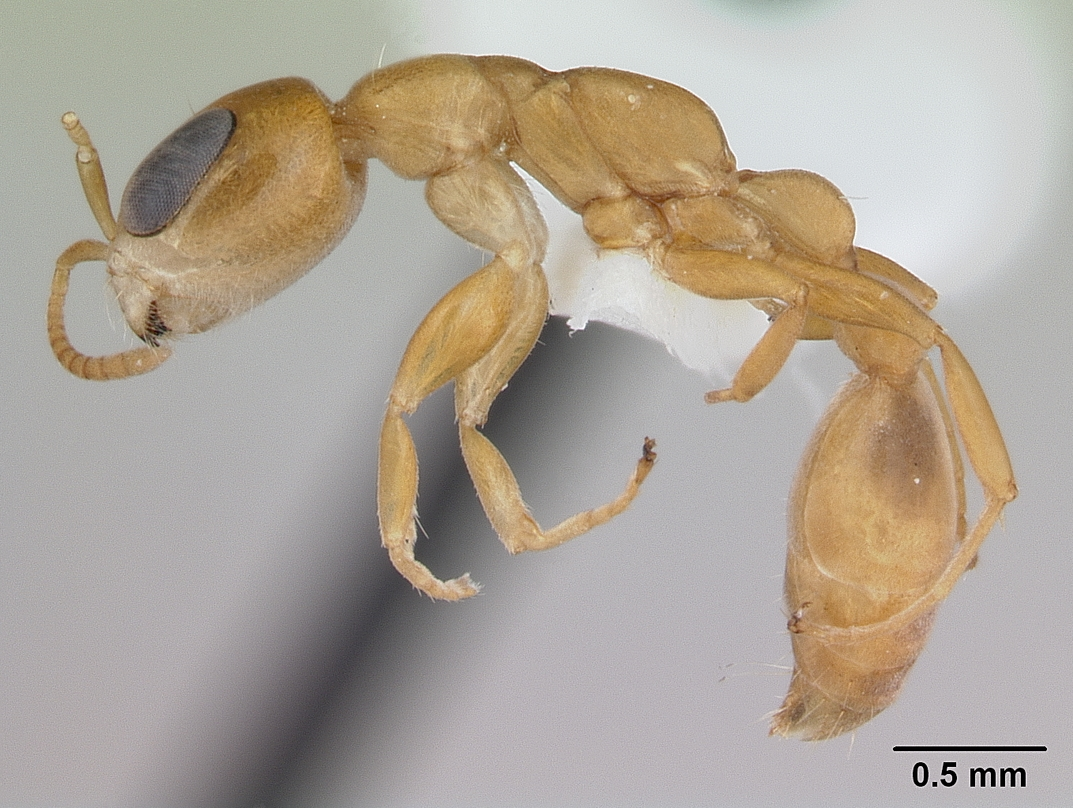